# Костинский полигон
Костинский полигон — крупнейший полигон ТБО города Кирова, расположен на территории бывшего Костинского сельского округа (ныне в составе Октябрьского района города). На полигоне хранится более 30 млн кубометров ТБО.

## История
Полигон был открыт для приёма ТБО в 1972 году с расчётным сроком эксплуатации в 20 лет. В 1999 году после переполнения основных территорий полигон начали расширять, на что было потрачено 14 миллионов рублей. В 2004 году эксплуатация полигона была официально завершена, но из-за отсутствия альтернативных площадок он продолжал использоваться для вывоза ТБО. В 2005 году был проведён тендер на возведения мусоросортировочного комплекса, который выиграла компания «Экологическая инициатива». В 2007 году в рамках тендера была возведена инсинераторная площадка для уничтожения медицинских отходов. В апреле 2010 года администрацией Кирова была принята программа, предусматривающая окончательное закрытие полигона в течение семи лет.

## Расположение
Полигон расположен в центре бывшего Костинского сельского округа и примыкает восточной стороной к ж/д перегону «Лянгасово—Матанцы». В северной части полигона находится площадка строящегося мусоросортировочного комплекса.

## Экология
Из-за несоблюдения экологических нормативов полигон отрицательно влияет на окружающую среду. Количество мусора в полтора раза превышает положенные показатели, высота мусорных пиков достигает 25-30 метров. Сточные воды полигона через поверхностные и грунтовые воды загрязняют близлежащие водоёмы. За несоответствия правилам утилизации мусора Санэпиднадзором регулярно штрафуется управляющая организация (Спецавтохозяйство города Кирова) и чиновники.
В 2006 году полигон посетил Оливер Кайзер, глава австрийской фирмы «Экоком», с проектом строительства мусоросортировочного комплекса, способного перерабатывать до 80 % поступающих отходов (остальные 20 % являются легкогниющими и должны захораниваться). На реализацию проекта австрийцы были готовы потратить миллион евро, взамен в рамках Киотского протокола Австрия должна была получить дополнительные квоты по выбросам в атмосферу. Проект не был реализован.
В 2007 году возведена инсинераторная площадка, занимающаяся переработкой условно опасных (класс Б) и особо опасных (класс В) медицинских отходов, ранее хранившихся совместно с бытовыми отходами. Возведение площадки обошлось в 30 миллионов рублей.
В 2010 году Администрацией города принята программа, предусматривающая вывод полигона из эксплуатации в течение семи лет. В рамках программы планируется строительство очистных сооружений для сточных вод, рекультивирование и возвращение в хозяйственный оборот 14 гектаров прилегающих к полигону земель. Основную территорию полигона планируется засыпать грунтом и засадить деревьями. Программа оценивается в 80 миллионов рублей.